# Cyber Agent
CyberAgent Inc. (株式会社サイバーエージェント, Kabushiki-gaisha Saibāējento) est une société japonaise de publicité numérique, fondée en 1998 par Susumu Fujita et dont le siège social se trouve à Shibuya, dans Tokyo,,. Elle est détenue par Susumu Fujita avec une participation de 20,50 % ; Fujita est directeur représentatif, tandis que Yusuke Hidaka est vice-président exécutif,.
CyberAgent est coté à la Bourse de Tokyo et fait partie du Nikkei 225 depuis 2000. 
En 2016, il a créé un service de diffusion en direct appelé FRESH LIVE (ja).  Le 1er avril 2016, il a été transféré à la filiale de CyberAgent AbemaTV et son nom a été changé en AbemaTV FRESH!, et le 26 juin 2018, son nom a été changé en FRESH LIVE. La résiliation du service a commencé le 12 février 2019, lorsque la création de nouveaux canaux, en plus de l'archivage et d'autres fonctions, a été désactivée pour la plupart des canaux. La fermeture complète du service le 30 novembre 2020 a été annoncée le 9 octobre 2020. Depuis 2019, CyberAgent a intégré le service à OPENREC.tv, un autre service de streaming en direct exploité par la filiale CyberAgent CyberZ, et certaines chaînes ont migré vers ce service,,.

## Controverses et critiques
En avril 2015, un ancien employé de CyberAgent a accusé la société de vol non autorisé d'articles et d'images, de citations inappropriées et de marketing d'infiltration ont souvent été signalés, BuzzFeed Japan accusant également la société pour la même chose, mais les allégations ont ensuite été démenties,.
À l'automne 2016, le site Web d'information sur la santé de la DeNA «WELQ» a connu un problème en raison d'un contenu inapproprié et de citations inappropriées, et du 1er au 2 décembre 2016, des milliers d'articles liés à la médecine et à la santé liés à « Spotlight » et à un quelques pour cent d'environ 35 000 articles liés à par. S ont été supprimés. CyberAgent a expliqué que les articles privés avaient été rédigés par des utilisateurs enregistrés et que la société affirmait ne pas pouvoir être entièrement vérifiés, la dépendance ayant élargi la portée de la divulgation privée et supprimé tous les articles publiés par les utilisateurs enregistrés sur les deux sites Web. Au total, moins de 100 000 articles ont été supprimés,,.